# Sosnivka, Jîtomîr
Sosnivka (în ucraineană Соснівка) este un sat în comuna Rudnea-Horodîșce din raionul Jîtomîr, regiunea Jîtomîr, Ucraina.

## Demografie
Componența lingvistică a localității Sosnivka
     Ucraineană (99,49%)
     Alte limbi (0,51%)
Conform recensământului din 2001, majoritatea populației localității Sosnivka era vorbitoare de ucraineană (99,49%), existând în minoritate și vorbitori de alte limbi.